# Projet de Constitution du Burkina Faso de 2017
 (février 2022).
Un référendum constitutionnel était prévu sous le mandat du président Roch Marc Christian Kaboré (2015-2022) au Burkina Faso afin de faire adopter par la population une nouvelle constitution. Cette dernière, qui comporte notamment le passage à un régime semi-présidentiel, devait remplacer la Constitution adoptée en 1991 sous la dictature du président Blaise Compaoré (1987-2014).  
Promesse de campagne du président Kaboré lors de l'élection de 2015, le projet final est publié le 28 décembre 2017, quinze mois après la nomination d'une commission constitutionnelle par le président. Le référendum est initialement prévu pour le 24 mars 2019 puis il est un temps envisagé de le coupler au scrutin présidentiel de 2020. Kaboré est réélu à l'issue de celui-ci sans que le référendum ne soit organisé. Celui-ci annonce au lendemain de sa réélection la tenue du scrutin pour courant 2021, le Premier ministre annonçant sa tenue pour mai 2021, sans suites. Kaboré est finalement renversé par l'armée en janvier 2022, deux mois après une attaque djihadiste ayant fait de nombreuses victimes civiles et militaires, et ayant provoqué des manifestations réclamant la démission du président et du gouvernement.

## Contexte
Au pouvoir depuis 1987 à la suite d'un coup d'État, Blaise Compaoré tente en 2014 de faire amender la constitution afin de lui permettre de se présenter à un cinquième mandat.
Il s'ensuit un soulèvement populaire qui commence le 28 octobre 2014 par une série de manifestations massives dans la capitale avant de s'étendre à plusieurs villes du Burkina Faso.
Les évènements entraînent le 30 octobre la dissolution du gouvernement et du parlement, ainsi que la déclaration de l'état de siège.
Le lendemain, la montée des pressions à l'encontre de Blaise Compaoré, lâché par l'armée, voit celui-ci finir par accepter de démissionner. Le 1er novembre 2014, le lieutenant-colonel Isaac Zida s'autoproclame chef de l'État lors d'une allocution place de la Nation. Le 17 novembre 2014, le diplomate Michel Kafando est nommé président de transition et Zida devient Premier ministre. À quelques semaines des élections de fin 2015, le couple exécutif fait face à une tentative de coup d'État qui échoue.

## Étapes du projet

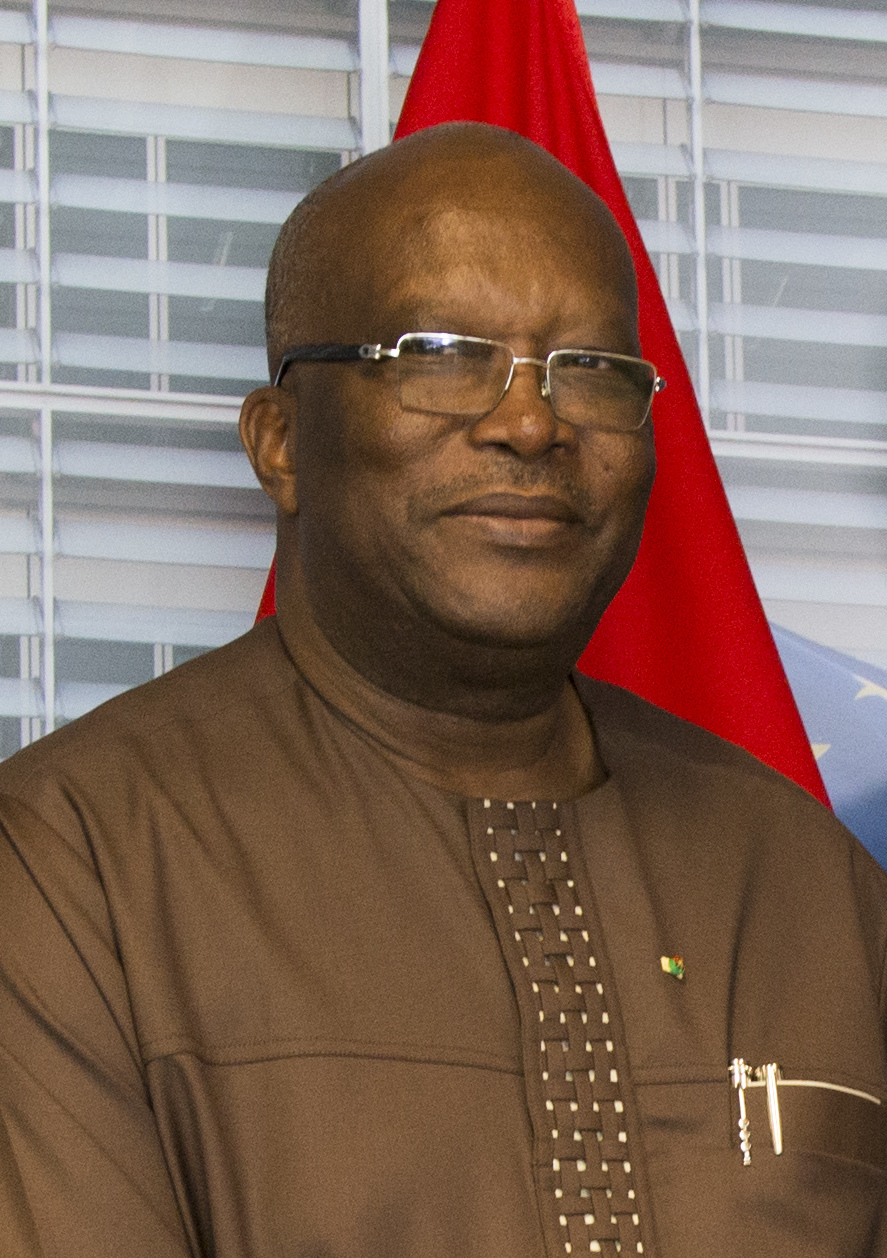
Roch Marc Christian Kaboré en 2018.

Lors de l'élection présidentielle de novembre 2015, Roch Marc Christian Kaboré est élu président. Une de ses promesses de campagne est de faire adopter une nouvelle Constitution remplaçant celle de 1991. Il installe 29 septembre 2016 à Ouagadougou les membres d'une commission constitutionnelle qui doivent produire une nouvelle Constitution pour le passage du pays à la Ve République. Composée de 92 membres, elle comprend des représentants du chef de l’État, des partis politiques, de la société civile, des forces de défense et de sécurité, du monde rural et économique ainsi que des juristes et des défenseurs de l’environnement.
Un avant-projet est initialement prévu pour février 2017, puis reporté. Il est finalement dévoilé le 14 novembre 2017. Le projet final est dévoilé le 28 décembre 2017.
Kaboré prévoit d'abord une adoption de la réforme constitutionnelle par voie parlementaire, moins coûteuse, en raison des difficultés financières du pays. Les consultations qu'il entreprend avec l'ensemble de la classe politique en mai 2018 lui font néanmoins se ranger à l'option plus consensuelle d'un référendum populaire, à la suite de la demande de l'opposition et sur les conseils du Conseil constitutionnel.
Le 27 août 2018, la Commission électorale nationale indépendante annonce que le scrutin aura lieu le 24 mars 2019, à la suite d'une révision du fichier électoral qu'elle juge nécessaire. L'information est rapidement relayée dans les médias, mais démentie dès le lendemain par le gouvernement, le ministère de l’Administration territoriale déclarant qu’« aucune date n'est à ce jour officiellement arrêtée ». Dans un contexte d'attaques djihadistes à répétition, la date d'organisation du référendum n'est pas sujet à débat.
Le gouvernement réitère par ailleurs son engagement à soumettre la nouvelle constitution à référendum, lors d'un scrutin organisé au plus tard lors des élections présidentielles et législatives prévues en 2020. Le coût du scrutin, évalué à plus de 40 milliards de francs CFA (60 millions d'euros) rend probable une organisation simultanée.
Après sa réélection lors de l'élection présidentielle de 2020 au Burkina Faso, Roch Marc Christian Kaboré annonce un référendum pour 2021. Une organisation au mois de mai est par la suite avancée par le Premier ministre Christophe Dabiré lors de son discours de politique générale à l'assemblée nationale, sans suites.
Le 14 novembre 2021, les djihadistes d'Ansarul Islam attaquent la garnison d'Inata, dans la province du Soum au nord du pays, et tuent 53 militaires et 4 civils. Cette cuisante défaite pour l'armée burkinabè entraîne des manifestations contre le gouvernement et le président Kaboré dont les protestataires réclament le départ. Plus généralement, les manifestants dénoncent l'incapacité du gouvernement et de l'armée à lutter efficacement contre les djihadistes et assurer la sécurité de la population,,. Christophe Dabiré présente la démission du gouvernement le 8 décembre 2021 et Kaboré l'accepte. Kaboré nomme Lassina Zerbo Premier ministre du Burkina Faso le 10 décembre. Un coup d'État débute le 23 janvier 2022 par une mutinerie de soldats demandant le limogeage du chef d'état-major. Elle se transforme le lendemain en putsch avec l'arrestation puis le renversement du président Roch Marc Christian Kaboré. Paul-Henri Sandaogo Damiba devient de fait le nouveau chef de l'État,,. Sa démission est annoncée quelques heures plus tard par la télévision publique.

## Objet
La révision de la constitution voit le passage du pays au régime semi-présidentiel. Le président ne peut prétendre à plus de dix années en fonction, via un mandat de cinq ans renouvelable une seule fois de manière continue ou non. La constitution verrouille de surcroit toute tentative de modification de cette interdiction, à l'origine de la révolution de 2014 : « Aucun projet ou proposition de révision de la Constitution n’est recevable lorsqu’il remet en cause le nombre et la durée des mandats présidentiels. ».
Le président ne peut pas non plus soumettre à référendum une révision constitutionnelle de sa propre initiative.
Certains droits comme l'accès à l'eau potable ou à un logement décent et la reconnaissance du droit à la désobéissance civile sont également consacrés dans le texte constitutionnel. Si le président reste la personne forte des institutions, les pouvoirs du parlement sont renforcés, notamment en termes de contrôle de l'action du gouvernement. La haute cour de justice, qui permettait aux élus de bénéficier d'une justice à part, est supprimée, tandis que le Conseil constitutionnel est réformé et voit le nombre de ses membres nommés par le président limité à deux. L'indépendance du pouvoir judiciaire est accrue, le chef de l'État ne présidant plus le Conseil supérieur de la magistrature.
Enfin la peine de mort est explicitement abolie dans l'article 5 : « Nul ne peut être condamné à la peine de mort ». La mesure est avant tout symbolique, aucun Burkinabé n'ayant été condamné à la peine capitale depuis la fin des années 1980.
L'article 4 renforce quant à lui l'égalité des sexes, en précisant que l’État « veille à l’élimination de toutes les formes de violence et de discrimination à l’égard de la femme et de la fille » et assure « leur participation effective aux politiques publiques de développement national et local ». De même, l'article 31 rend « l’école [...] obligatoire et gratuite pour les enfants des deux sexes ». Néanmoins, à la demande de la communauté musulmane, le mariage est explicitement défini comme conclu entre un homme et une femme.